# Schefflera cephalotes
Schefflera cephalotes là một loài thực vật có hoa trong Họ Cuồng cuồng. Loài này được (C.B.Clarke) Harms miêu tả khoa học đầu tiên năm 1894.